# Жиль, Николь
Нико́ль Жиль или Николя Жилль (фр. Nicole Gilles; около 1425 — 10 июля 1503) — французский средневековый хронист и историк, нотариус и секретарь короля Людовика XI.

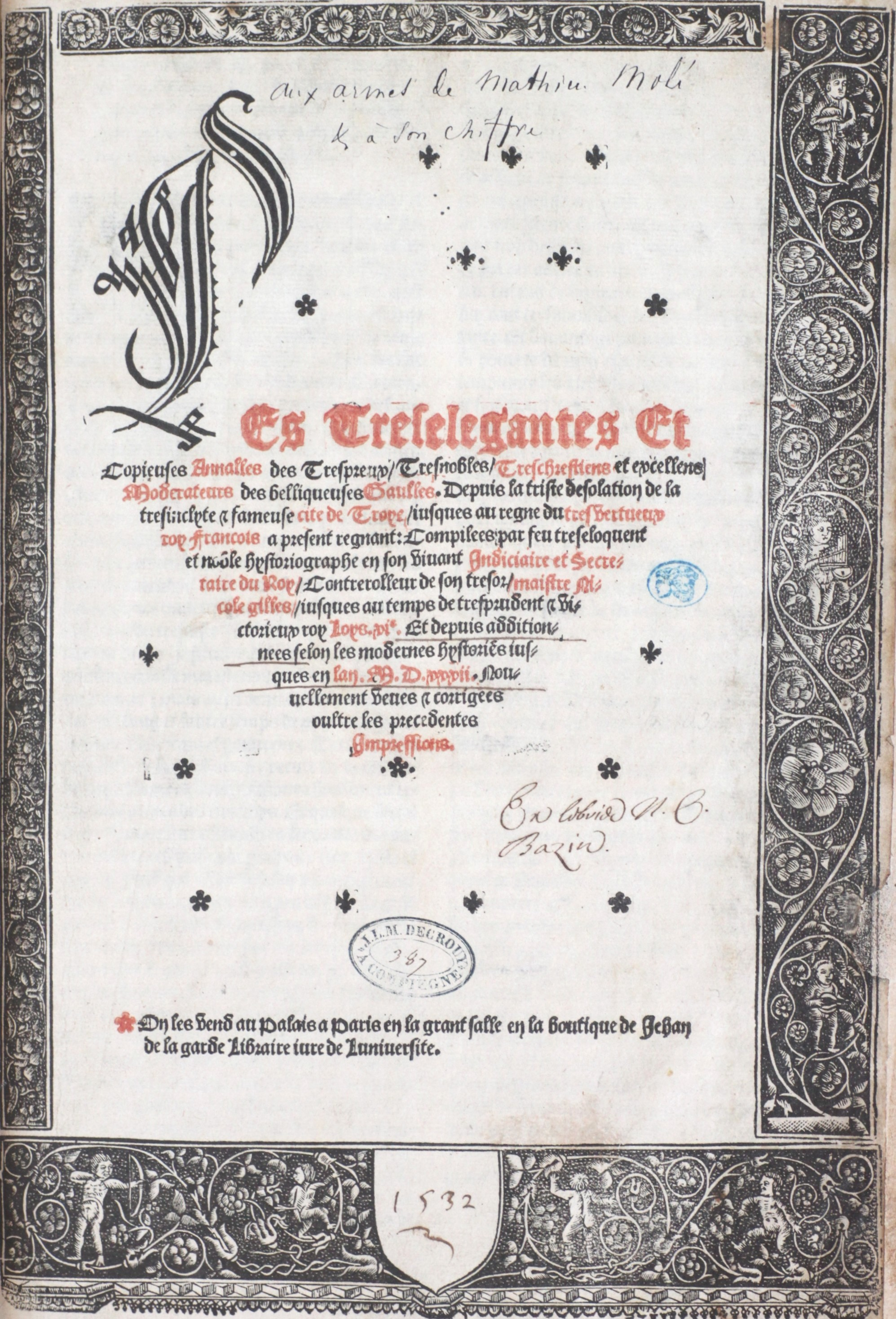
Парижское издание 1532 года, титулованное: Les très elegantes et copieuses annales des très preux, très nobles, très chretiens et excellents moderateurs des belliqueuses Gaules. Depuis la triste desolation de la très sainte et fameuse cite de Troie jusques au regne du très vertueux roi Francois a present regnant: compilees par feu très eloquant et noble historiographe en son vivant judiciaire et secre-taire du Roi controleur de son tresor Maître Nicole Gille, jusqu’au temps du très prudent et vi-ctorieux Roi Louis douzieme. Et depuis addition-nees selon les modernes historiens jus-ques en l’an M.D.xxxii (1532). Nou vellement revues et corrigees outre les precedentes impressions.

## Биография
Выходец из семьи парижских буржуа, в юности он, по-видимому, изучал право. 7 февраля 1475 года получил должность королевского секретаря. В 1482 году совершил поездку во Флоренцию, чтобы привезти оттуда доктора Антонио да Казера, лечившего больного короля Людовика XI. В 1483 году получил должность чрезвычайного секретаря Счётной палаты. В том же году вступил в Париже в брак с Мари Тюркан (ум. 1498), от которой имел семерых детей. 
25 августа 1484 года назначен был новым королём Карлом VIII контролёром казначейства, переназначен на эту должность в 1486-м и в 1489 году, оставаясь в ней до 1496 года. 
Заядлый библиофил, поддерживал тесные отношения с издателем Антуаном Вераром, вместе с которым опубликовал в 1486 году «Сто новых новелл». Его личная библиотека в 1499 году, согласно сохранившейся описи, насчитывала около 100 книг, в том числе 40 манускриптов и 60 печатных изданий. Среди последних 15 представляли собой исторические сочинения, изданные между 1476 и 1496 годами в Париже, в том числе труды Тита Ливия, Валерия Максима, Иосифа Флавия, Павла Орозия, а также «Зерцало историческое» Винсента из Бове, «Море историй» Джованни Колонны, «Большие французские хроники» и «Хроники Фруассара».
Умер 10 октября 1503 года в Париже. Был похоронен в приходе Сен-Поль, упразднённом в 1790 году, после чего кладбище в 1794 году было снесено, а могила утрачена.

## Сочинения
Автор труда «Хроники и анналы Франции» (фр. Chroniques et Annales de France), или Très élégantes, très véridiques et copieuses annales… des modérateurs des belliqueuses Gaules… jusqu'â Loys Onzièmee, написанного в 1490-е годы на французском языке и представляющего собой сокращённый вариант «Хроник Сен-Дени» (фр. Chronique de Saint-Denis), впервые опубликованных в 1477 году в Париже Паскье Бонхоммом. Помимо них, Николь Жиль опирался на сочинения Гийома де Нанжи, Ноэля де Фрибуа и др.
Излагая историю со времён легендарного потомка троянцев Фарамонда до смерти в 1483 году Людовика XI, сочинение его  освобождено уже от некоторых легенд, проверено и местами дополнено сведениями из других источников. Подробные и оригинальные сведения относятся в основном ко временам правления Карла VII и Людовика XI. 
Французский архивист и палеограф Жак Риш, посвятивший Николя Жилю свою защищённую в 1930 году диссертацию, обнаружил в составе манускрипта из Национальной библиотеки Франции (MS Nouv. acq. fr. 1417) автографическую черновую рукопись его хроники, содержащую сведения со времён Хлотаря II до 1382 года. Содержание её и авторские правки показывают, насколько тщательно подходил хронист к своей работе, постоянно редактируя и дополняя своё сочинение.
Николь Жиль считается последним французским хронистом и первым французским историком.

## Издания
Впервые напечатанные в 1492 году, «Хроники и анналы Франции» Николя Жиля имели громадный успех на протяжении всего последующего XVI столетия, дополняемые вплоть до правления Людовика XIII позднейшими писателями, включая известного поэта школы «великих риториков» Жана Буше (ум. 1557). До 1631 года они выдержали 17 полных изданий, но в дальнейшем публиковались лишь в отрывках или приложениях к другим историческим трудам. Наиболее роскошное и полное парижское издание 1544 года носило следующее название: «Весьма изящные и подробные анналы наидоблестнейших, наиблагороднейших, наихристианнейших и несравненных правителей отважных галлов. От горестного разорения священного и знаменитого города Трои до правления ныне здравствующего наимилосерднейшего короля Франциска. Составлено покойным наикрасноречивейшим и благородным королевским историографом месье Николем Жиллем, при жизни исполнявшим обязанности секретаря королевского суда и хранителя королевских сокровищ, во времена мудрого и победоносного короля Людовика Двенадцатого. Исправленные и дополненные современными историками в добавление к предыдущим впечатлениям».